# Машинолічильна станція
Машинолічильна станція (МЛС) або машинно-лічильне бюро, як і  обчислювальні центри - це організація та підрозділи, що займалися проведенням масштабних обчислень. На відміну від ОЦ, МЛС використовували електромеханічні обчислювальні машини, такі як табулятори, з використанням у їх роботі перфокарт.

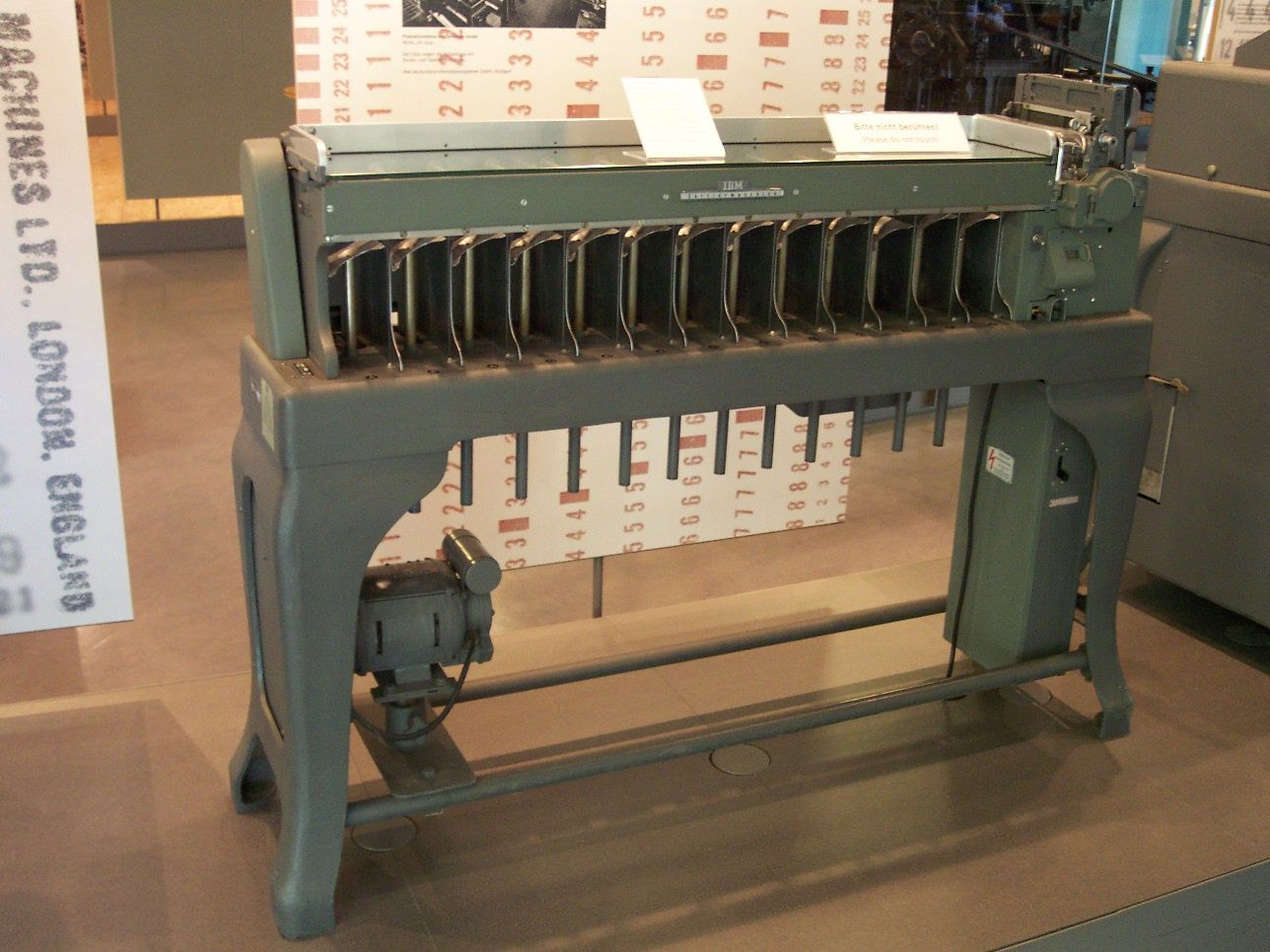
Сортувальна машина

Використовувалися цілі сімейства машин різного функціонального призначення, такі як:
- Перфоратори
- Верифікатори
- Сортувальні машини
- Табулятори
- Калькулятори
- Зчитувачі перфокарт[en]

В СРСР машинолічильна станція була уперше створена й застосована для наукових та економічних розрахунків у 1925 році у Всеукраїнському інституті праці (ВІП, місто Харків), а в 1926 р. науковцями ВІП була створена перша в СРСР машинолічильна станція на Харківському машинобудівному заводі «Серп і Молот», яка проводила як бухгалтерські, так і економіко-статистичні розрахунки . З 1938р. - в АН СРСР для математичних досліджень створюється самостійна машино-лічильна станція. Механічні машини широко використовувалися в економіці та управлінні до 1970-х рр..